# Jandiala (Jalandhar)
Jandiala (o Jandiali) è una suddivisione dell'India, classificata come nagar panchayat, di 7.704 abitanti, situata nel distretto di Jalandhar, nello stato federato del Punjab. In base al numero di abitanti la città rientra nella classe V (da 5.000 a 9.999 persone).

## Geografia fisica
La città è situata a 31° 10' 0 N e 75° 37' 0 E e ha un'altitudine di 225 m s.l.m..

## Società

### Evoluzione demografica
Al censimento del 2001 la popolazione di Jandiala assommava a 7.704 persone, delle quali 3.987 maschi e 3.717 femmine. I bambini di età inferiore o uguale ai sei anni assommavano a 830, dei quali 474 maschi e 356 femmine. Infine, coloro che erano in grado di saper almeno leggere e scrivere erano 5.242, dei quali 2.821 maschi e 2.421 femmine.